# Aquilegia nuragica
Aquilegia nuragica är en ranunkelväxtart som beskrevs av Pier Virgilio Arrigoni och Nardi. Aquilegia nuragica ingår i släktet aklejor, och familjen ranunkelväxter. Inga underarter finns listade i Catalogue of Life.